# Campeonato Panamericano de Béisbol Sub-12 de 2010
El Campeonato Panamericano de Béisbol Sub-12 de 2010 con categoría Infantil AA, se disputó en Colombia del 15 al 24 de octubre de 2010. El oro se lo llevó Venezuela por undécima vez.

## Equipos participantes
- Brasil
- Colombia
- Ecuador
- Panamá
- Perú
- República Dominicana
- Venezuela

## Resultados
| Posición | Selección              |
| -------- | ---------------------- |
|          | Venezuela              |
|          | Colombia               |
|          | República Dominicana   |
| 4°       | Ecuador                |
| 5°       | Brasil                 |
| 6°       | Perú                   |
| 7°       | Panamá (Descalificado) |